# Valeriu Iftime
Valeriu Iftime (n. 31 mai 1960) este un om de afaceri român, director sportiv și politician afiliat cu Partidul Național Liberal (PNL). Este recunoscut pe scară largă pentru contribuțiile sale la dezvoltarea regională, eficiența energetică și managementul fotbalului, în special prin deținerea sa la FC Botoșani și Elsaco.

### Cariera de afaceri
Este proprietarul FC Botoșani, un club de fotbal care concurează în prima divizie a României. Implicarea sa în sport l-a făcut o figură cunoscută în fotbalul românesc, cu FC Botoșani concurând constant în Liga I și asigurându-și sponsorizări prin intermediul rețelei sale de afaceri. În ciuda provocărilor financiare, Iftime s-a asigurat că clubul rămâne competitiv, investind în dezvoltarea jucătorilor și în infrastructură.
Valeriu Iftime este, de asemenea, Proprietarul și Președintele Elsaco, o companie specializată în soluții de eficiență energetică, automatizare și servicii IT&C. Sub conducerea sa, Elsaco a contribuit semnificativ la dezvoltarea infrastructurii și tehnologice a României, asigurând contracte pentru proiecte energetice majore, inclusiv reabilitarea rețelei de încălzire a Bucureștiului. Afacerile sale de afaceri i-au adus recunoașterea drept unul dintre cei mai influenți antreprenori din țară, cu o avere estimată care depășește 100 de milioane de euro.

### Cariera politică
În 2024, Iftime a intrat în politică și a fost ales Președinte al Consiliului Județean Botoșani
Conducerea sa în regiune se aliniază cu politicile pro-europene ale Partidului Național Liberal (PNL). El a vorbit despre dezvoltarea regională și integrarea europeană, pledând pentru ca Botoșani să continue pe un „Traseu pro-european”
La începutul anului 2024 a fost ales în funcția de lider al PNL Botoșani, solidificându-și și mai mult influența în politica locală. Mandatul său a fost marcat de eforturile de a îmbunătăți infrastructura, creșterea economică și educația în regiune.

### Advocacy educațională
Recent, acesta și-a exprimat dezamăgirea că Botoșaniul nu are un licean olimpic la matematică, subliniind angajamentul său pentru îmbunătățirea oportunităților educaționale din regiune. Accentul său pe educație se aliniază cu viziunea sa mai largă pentru dezvoltarea regională.

### Viața personală
Valeriu Iftime are doi copii, Vlad și Șerban Iftime. Aceștia au preluat conducerea a două companii din portofoliul Elsaco. Implicarea familiei sale în afaceri asigură continuitatea în conducerea companiei.